# 상미분 방정식
상미분 방정식(常微分方程式, 영어: ordinary differential equation, 약자 ODE)은 구하려는 함수가 하나의 독립 변수만을 가지고 있는 미분 방정식이다. 이와 반대되는 개념은 여러 변수에 대한 함수를 편미분하는 형식을 취하는 편미분 방정식이다.
예를 들어, 뉴턴의 제2법칙은 상미분 방정식으로 나타낼 수 있는데, 어떤 시간 {\displaystyle t}에 대하여 거리가 {\displaystyle x(t)}, 힘의 크기가 {\displaystyle F}인 경우 운동법칙을 다음과 같이 나타낼 수 있다.
{\displaystyle m{\frac {d^{2}x(t)}{dt^{2}}}=F(x(t))}
상미분 방정식이 선형인 경우는 해석적인 방법으로 풀 수 있는 반면, 비선형인 경우에는 일반적인 해를 구하는 것이 힘들거나 불가능하다. 이러한 경우 근사적으로 해를 구할 수도 있다.
상미분 방정식은 과학과 공학의 다양한 분야에서 널리 응용된다.

## 역사
아이작 뉴턴, 고트프리트 빌헬름 라이프니츠, 야코프 베르누이, 야코포 리카티(이탈리아어: Jacopo Riccati), 알렉시스 클레로, 장 르 롱 달랑베르, 레온하르트 오일러 등 여러 수학자들이 상미분 방정식 이론의 발전에 기여하였다.

## 정의
변수 {\displaystyle x}에 대한 함수 {\displaystyle y(x)}에 대해, {\displaystyle x}, {\displaystyle y}, {\displaystyle y'}의 도함수로 구성된 어떤 방정식이
{\displaystyle F(x,y(x),y'(x),\cdots ,y^{(n-1)}(x))=y^{(n)}(x)}
와 같은 형태로 표현될 수 있는 경우 ({\displaystyle y^{(k)}}는 {\displaystyle y}의 {\displaystyle k}차 도함수), 이 방정식을 n차 상미분 방정식이라고 정의한다.
만약 방정식이
{\displaystyle F(x,y(x),y'(x),\ y''(x),\ \cdots ,\ y^{(n)}(x))=0}
의 모양으로 표현된다면 이를 내재적 형태(영어: implicit form)라고 한다. 이에 반해 첫 번째 식의 경우는 명시적 형태(영어: explicit form)라고 한다.
상미분 방정식은 아래의 성질을 기준으로 분류할 수 있다.
- 자율
- 선형

상미분 방정식이 함수 y의 도함수들의 선형 결합인 경우, 즉
{\displaystyle y^{(n)}=\sum _{i=0}^{n-1}a_{i}(x)y^{(i)}+r(x)}
의 꼴로 표현할 수 있는 경우 이 상미분 방정식을 선형 상미분 방정식(영어: linear ODE)이라 한다. 여기서 ai(x)와 r(x)는 변수 x에 대한 연속 함수이다. 함수 r(x)는 초항(source term)이라 부른다. 선형이 아닌 상미분방정식을 비선형 상미분 방정식(영어: nonlinear ODE)이라 한다.
- 동차

r(x)=0인 선형 미분 방정식을 동차 선형 상미분 방정식(영어: homogeneous linear ODE)이라 한다. 동차가 아닌 경우 비동차 선형 상미분 방정식(영어: nonhomogeneous linear ODE)이라 한다.

### 연립 상미분 방정식
여러 개의 상미분 방정식들로 이루어진 계를 연립 상미분 방정식(영어: system of ODE)이라 한다. y가 함수들로 이루어진 벡터 y(x) = [y1(x), y2(x),..., ym(x)]이고 F가 y와 그 도함수들에 대한 벡터 함수일 때, 아래의 상미분 방정식
{\displaystyle \mathbf {y} ^{(n)}=\mathbf {F} \left(x,\mathbf {y} ,\mathbf {y} ',\mathbf {y} '',\ldots ,\mathbf {y} ^{(n-1)}\right)}
을 연립 상미분 방정식 꼴로 나타내면 다음과 같다.
{\displaystyle {\begin{pmatrix}y_{1}^{(n)}\\y_{2}^{(n)}\\\vdots \\y_{m}^{(n)}\end{pmatrix}}={\begin{pmatrix}f_{1}\left(x,\mathbf {y} ,\mathbf {y} ',\mathbf {y} '',\ldots ,\mathbf {y} ^{(n-1)}\right)\\f_{2}\left(x,\mathbf {y} ,\mathbf {y} ',\mathbf {y} '',\ldots ,\mathbf {y} ^{(n-1)}\right)\\\vdots \\f_{m}\left(x,\mathbf {y} ,\mathbf {y} ',\mathbf {y} '',\ldots ,\mathbf {y} ^{(n-1)}\right)\end{pmatrix}}}

### 상미분 방정식의 해
다음의 상미분 방정식
{\displaystyle F\left(x,y,y',\ldots ,y^{(n)}\right)=0}
이 주어졌을 때, 구간 I에서 n번 미분 가능하고
{\displaystyle F(x,u,u',\ \ldots ,\ u^{(n)})=0\quad x\in I}
을 만족하는 함수 u: I ⊂ R → R를 이 상미분 방정식의 해(영어: solution)라고 한다.

## 선형 상미분 방정식

### 제차 선형 상미분 방정식

#### 1계 제차 선형 상미분 방정식
{\displaystyle y'+p\left(x\right)y=0}
와 같은 1계 제차 선형 상미분 방정식은 변수분리를 통해
{\displaystyle {\frac {dy}{y}}=-p\left(x\right)dx}
로 나타낼 수 있고, 적분을 통해 아래와 같이 나타낼 수 있다.
{\displaystyle \ln \left|y\right|=-\int _{}^{}{p\left(x\right)dx+c*}}
따라서 아래의 식으로 손쉽게 1계 제차 선형 상미분 방정식의 해를 구할 수 있다.
{\displaystyle y\left(x\right)=ce^{-\int _{}^{}{p\left(x\right)dx}}}, ({\displaystyle y\neq 0}이면, {\displaystyle c=\pm e^{c*}})
이때, {\displaystyle c=0}이면 자명한 해 {\displaystyle y(x)=0}를 얻는다.

#### 2계 제차 선형 상미분 방정식
2계 선형 상미분방정식은 역학, 파동, 열전도 등에서 많이 이용된다. 다음 식으로 표현되는 2계 제차 선형 상미분 방정식은
{\displaystyle y''+ay'+by=0}
은 다음과 같은 특성방정식(characteristic equation; 보조방정식)을 이용해 특성을 알아내고, 그 해를 구할 수 있다
{\displaystyle \lambda ^{2}+a\lambda +b=0}
특성방정식의 각각의 경우에 대한 일해 및 설명은 아래 표와 같다.
| 경우                       | 근 | 기저                                                                                             | 일반해                                                                |
| -------------------------- | --- | ------------------------------------------------------------------------------------------------ | --------------------------------------------------------------------- |
| {\displaystyle a^{2}-4b>0} | 서로 다른 실근 {\displaystyle \lambda _{1},\lambda _{2}}                                                                                     | {\displaystyle e^{\lambda _{1}x},e^{\lambda _{2}x}}                                              | {\displaystyle y=c_{1}e^{\lambda _{1}x}+c_{2}e^{\lambda _{2}x}}       |
| {\displaystyle a^{2}-4b=0} | 실이중근{\displaystyle \lambda =-{\frac {1}{2}}a}                                                                                            | {\displaystyle e^{-ax/2},xe^{-ax/2}}                                                             | {\displaystyle y=\left(c_{1}+c_{2}x\right)e^{-ax/2}}                  |
| {\displaystyle a^{2}-4b<0} | 공액 복소수{\displaystyle {\begin{aligned}&\lambda _{1}=-{\frac {1}{2}}a+i\omega ,\\&\lambda _{2}=-{\frac {1}{2}}a-i\omega \\\end{aligned}}} | {\displaystyle {\begin{aligned}&e^{-ax/2}\cos \omega x\\&e^{-ax/2}\sin \omega x\\\end{aligned}}} | {\displaystyle y=e^{-ax/2}\left(A\cos \omega x+B\sin \omega x\right)} |

### 비제차 선형 상미분 방정식
비제차 상미분 방정식은
{\displaystyle y^{\left(n\right)}+a_{n-1}y^{\left(n-1\right)}+\cdots +a_{1}y'+a_{0}y=r\left(x\right)}
와 같이 우항의 {\displaystyle r\left(x\right)}가 '0'이 아닌 경우를 말한다.
비제차 상미분 방정식의 일반해는
{\displaystyle y\left(x\right)=y_{h}\left(x\right)+y_{p}\left(x\right)}
와 같은 형태이다.
비제차 상미분 방정식을 풀이하는 방법에는 다음의 방법들이 있다.

#### 미정계수법
1. 비제차 상미분 방정식의 {\displaystyle r\left(x\right)}를 배제하고, 제차방정식이라 생각하고 그 식의 일반해 {\displaystyle y_{h}\left(x\right)}를 구한다.
2. 우항의 {\displaystyle r\left(x\right)}를 미정계수법 표에서 찾아 적당한 것을 택해 풀이한다.

## 비선형 상미분 방정식
선형이 아닌 상미분 방정식을 비선형 상미분 방정식(영어: nonlinear ordinary differential equation)이라 부른다. 비선형 상미분 방정식의 해는 선형방정식에 비해 매우 복잡하다.
비선형 방정식의 풀이법으로는 다음이 있다.
- 미정계수법
- 매개변수변환법

또한, 베르누이 방정식과 같은 특수한 경우에는 선형 상미분 방정식으로 변환시킬 수 있다.

## 예
다음은 대표적인 상미분 방정식의 예이다.
- 선형 상미분 방정식
  - 코시-오일러 방정식 (선형 동차)
  - 베셀 방정식 (2차 선형)
  - 초기하 미분 방정식
  - 르장드르 방정식 (2차 선형)
  - 1차원 조화 진동자 (2차 선형)
  - 감쇠 진동 (2차 선형)
  - 1차원 시간에 무관한 슈뢰딩거 방정식 (1차 선형)
- 비선형 상미분 방정식
  - 베르누이 미분방정식 (비선형이지만 선형으로 변형 가능)
  - 로렌즈 방정식
  - 팽르베 방정식

## 같이 보기
- 경계값 문제
- 미정계수법
- 점화식

## 참고 문헌
- Kreyszig, Erwin (1999). 《Advanced Engineering Mathematics》 8판. John Wiley & Sons. ISBN 0-471-15496-2.